# Mawab
Mawab è una municipalità di quarta classe delle Filippine, situata nella Provincia di Davao de Oro, nella Regione del Davao.
Mawab è formata da 11 baranggay:
- Andili
- Bawani
- Concepcion
- Malinawon
- Nueva Visayas
- Nuevo Iloco
- Poblacion
- Salvacion
- Saosao
- Sawangan
- Tuboran